# Grevskabet Holsten-Rendsborg
Grevskabet Holsten-Rendsborg var et grevskab oprettet ved delingen af Grevskabet Holsten-Itzehoe i 1290. Grevskabet gav anledning til den såkaldte Rendsborg-linje inden for det Schauenburgske hus. Linjen uddøde med Adolf 8. i 1459
Gerhard var den eneste greve i grevskabets eksistenstid. Da han døde i 1290, blev grevskabet delt mellem hans tre sønner i tre nye grevskaber: Holsten-Rendsborg, Holsten-Plön og Holsten-Pinneberg.

## Grever af Holsten-Rendsborg
Følgende grever herskede over Grevskabet Holsten-Rendsborg:
- 1290–1304 Henrik 1. (1258–1304)
- 1304–1340 Gerhard 3. kaldet "den Store", på dansk kendt som "den kullede greve" (ca. 1293–1340), hertug af Slesvig
- 1340–1382 Henrik 2., kaldet Jernhenrik (1317–1384?)
- 1382–1397 Nicholas, kendt som Claus af Holsten (ca. 1321–1397)
- 1397–1403 Albert 2. (død 1403)
- 1403–1404 Gerhard 6. (før 1367-1404)
- 1404–1421 Henrik 3. (død 1421)
- 1421–1427 Henrik 4. (1397–1427)
- 1427–1433 Gerhard 7. (1404–1433), hertug af Slesvig
- 1427–1459 Adolf 8. (1401–1459), hertug af Slesvig